# Museo de Santa Cruz
Museo de Santa Cruz – muzeum sztuki znajdujące się w hiszpańskim Toledo.
Muzeum znajduje się w XVI-wiecznym budynku, w którym znajdował się pierwotnie szpital. Budynek został wzniesiony przez kardynała Mendozę na początku XVI wieku. W 1902 roku trafił on na listę hiszpańskich zabytków (Bien de Interés Cultural).
Budynek został zaadaptowany na muzeum w 1961 roku. Ekspozycja składa się z eksponatów pochodzących od czasów prehistorycznych do XX wieku: narzędzi z kamienia, ceramiki z epoki brązu, strojów, rzeźby iberyjskiej, islamskiej epigrafiki, średniowiecznych mebli. Muzeum gromadzi dzieła hiszpańskich mistrzów m.in. dziesięć prac El Greca (Święta Weronika trzymająca chustę, Niepokalane Poczęcie kontemplowane przez Jana Ewangelistę, Koronacja Matki Boskiej, Święty Andrzej i święty Piotr, Pożegnanie Jezusa z Matką, Chrystus na krzyżu (obrazy El Greco), Święty Józef z Dzieciątkiem Jezus). ale i mniej znanych artystów takich jak Luis Tristán czy Juan Carreño de Miranda.